# フジヤマリエ
フジヤマ リエは、日本の料理研究家。プラントベース（植物由来の）食事やレシピを提案し、YouTubeチャンネル「プラントベースゴハン」を運営している。

## 来歴・活動
2021年、YouTubeチャンネル「プラントベースゴハン」を開設。プラントベース食材を中心としたレシピや動画を公開している。2025年4月時点で登録者数は約19万人となっている。 チャンネルでは「青しそジュース」「しば漬け」などの動画がそれぞれ100万回以上再生されている。
同チャンネルのレシピは「gluglu」「4yuuu!」といったウェブメディアでも紹介された。